# 메이트 (음악 그룹)
메이트는 대한민국의 모던 록밴드이다. 제1회 라천 뮤직 어워드에서 '올해의 신인'에 선정되었으며, 제16회 대한민국 연예예술상 '남자 신인가수상'을 받기도 하였다. 2009년 4월 정규앨범을 발매한 후 섬머소닉, 지산 밸리 록 페스티벌, GMF, 부산 국제 록 페스티벌등 여러 락 페스트벌에도 참여하는등 활발한 활동을 하였다.

## 음반

### 싱글
1. 〈Transform〉 (2011년 3월)
2. 〈BABY〉 (2014년 10월)

### EP
1. 〈With Mate〉 (2010년 1월)
2. 《END OF THE WORLD》 (2014년 11월)

### 앨범
1. 《Be Mate》 (2009년 4월)

### 사운드트랙
1. 《Play OST》 (2011년 5월)

## 출연
라디오
- 메이트의 라디오 플래닛 (2010년 4월 19일~2011년 12월 31일, U-KBS MUSIC)

영화
- 플레이(play) (2011년 6월 23일 개봉)

## 수상내역
- 부산 국제 록 페스티벌 신인상 (2009)
- 제16회 대한민국 연예 예술상 남자 신인가수상 (2010년)
- 라디오 천국 뮤직 어워드 신인상 (2010년)